# Hirschberg an der Bergstraße

Hirschberg an der Bergstraße là một đô thị thuộc huyện Rhein-Neckar, bang Baden-Württemberg, Đức. Nơi đây nằm giữa Weinheim ở phía bắc và Schriesheim ở phía nam. Hirschberg bao gồm hai phường:
- Leutershausen
- Großsachsen